# Simona Noja

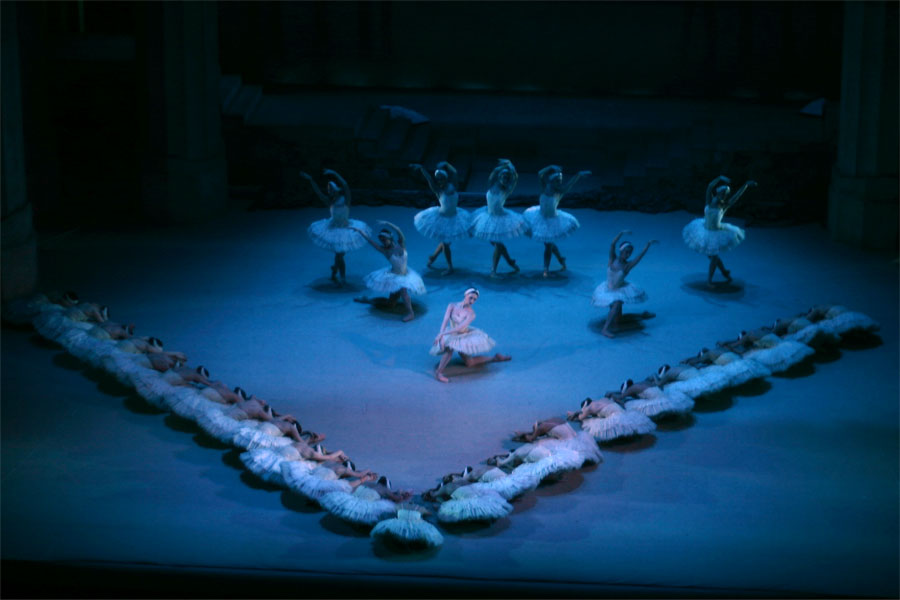
Simona Noja i rollen som ”Odette” i Svansjön, omgiven av corps de ballet-dansöser

Simona Noja, född 9 mars 1968 i Huedin, Rumänien, är en rumänsk ballerina. Sedan 1995 är hon knuten till Wiener Staatsoper i Österrike.